# کریس دی‌گارمو
کریس دی‌گارمو (با نام اصلی کریستوفر لی دی‌گارمو) یک موسیقیدان آمریکایی است که شهرت او به دلیل حضور به عنوان گیتارنواز اصلی گروه پراگرسیو متال کوئینزرایک مابین سال‌های ۱۹۸۱ تا ۱۹۹۸ است که به همراه این گروه در این سال‌ها دوران موفقی را گذراند. دی‌گارمو پس از جداشدن از کوئینزرایک در سال ۱۹۹۸ به فعالیت کمتری در صنعت موسیقی پرداخت. او هم‌اکنون یک خلبان حرفه‌ای است.
دی‌گارمو در دورهٔ فعالیتش در کوئینزرایک؛ افزون بر اینکه گیتارنواز اصلی گروه بود، به عنوان یکی از ترانه‌سرایان اصلی گروه نیز فعالیت گسترده‌ای داشت و به همراه مایکل ویلتون و جف تیت از ترانه‌سرایان اصلی گروه بود. سه ترانهٔ سروده شده توسط دی‌گارمو نامزد جایزه گرمی شده بود. وی پس از جداشدن از کوئینزرایک در یک پروژه به نام Spys4Darwin فعالیت کرد، همچنین به همراه جری کنترل در تورهای او به عنوان گیتاریست حضور می‌یافت.